# 闽西革命烈士纪念碑
闽西革命烈士纪念碑，位于中国福建省龙岩市新罗区虎岭山，为一个省级文物保护单位，类型为革命遗址及革命纪念建筑物，为第三批福建省文物保护单位，公布时间为1991年4月17日。
闽西革命烈士纪念碑的历史年代为1955年。